# 破火山口

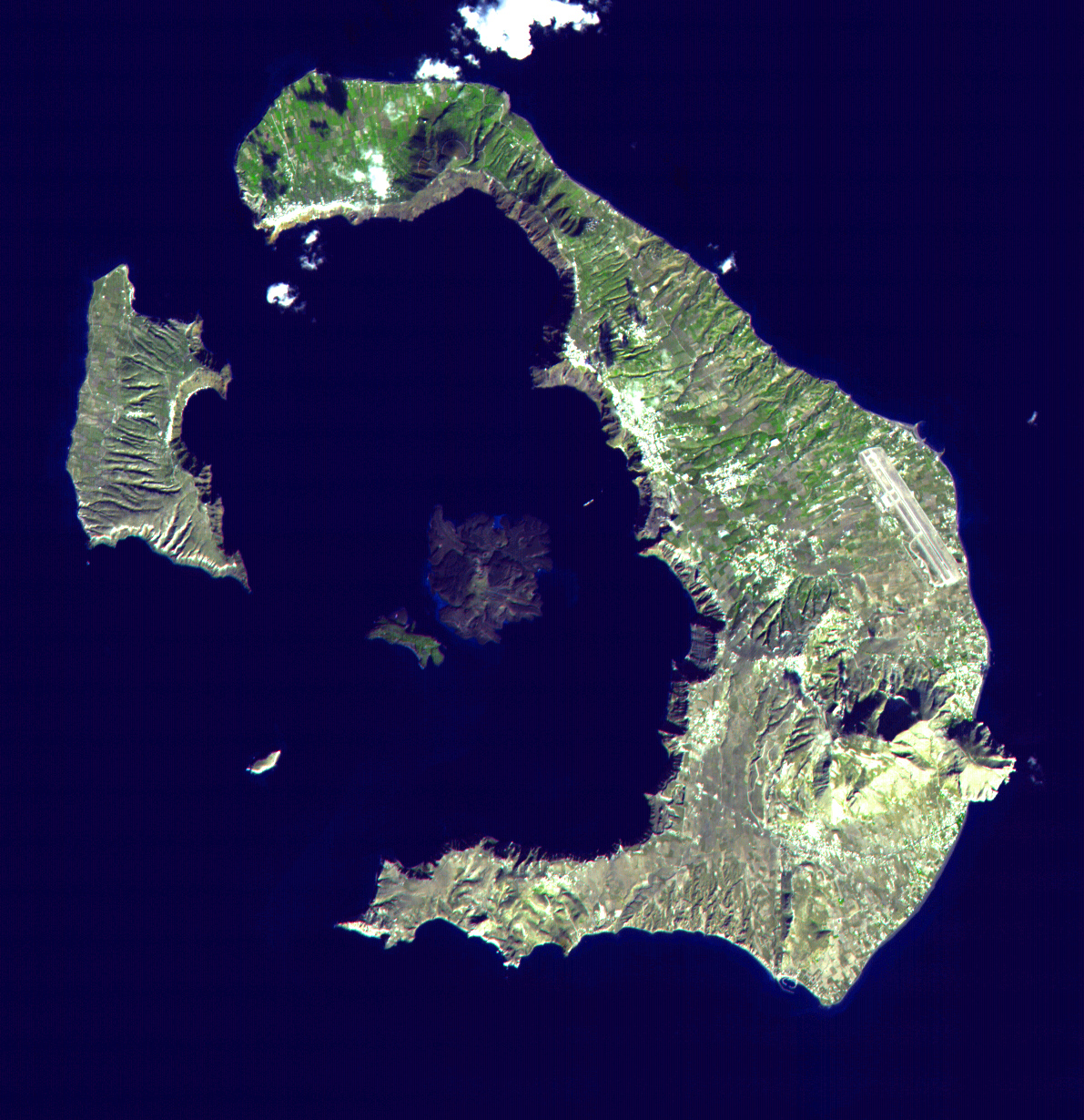
由破火山口构成的圣托里尼岛环

破火山口（又稱火山臼、陷落火山口）通常是由於火山錐頂部（或一群火山錐）因失去地下熔岩的支撐崩塌形成，是比較特殊的一種火山口。猛烈的爆发除了形成破火山口外，还使火山的高度大大降低，若破火山口累積降水或有其他水源流入，則可能會形成火山湖（火口湖）。如坦博拉火山爆发，产生了一个直径12公里的破火山口，并且海拔高度也随之降低了1400米。外形為碗形的凹地，其直徑為數百公尺至數公里不等。其英文名「Caldera」的語源來自西班牙文，意指「罐子」或「大鍋子」。

## 分類
依豪爾·威廉斯與湯瑪斯·傑格的分類法，可將火山臼形成原因分成三類：
1. 噴發火山臼（Explosion calderas）：單純因噴發造成的火山臼；
2. 沉降火山臼（Subsidence calderas）：單純因沉降形成的火山臼；
3. 複式火山臼（Composite calderas）：由噴發後沉降所產生的火山臼。

## 成因

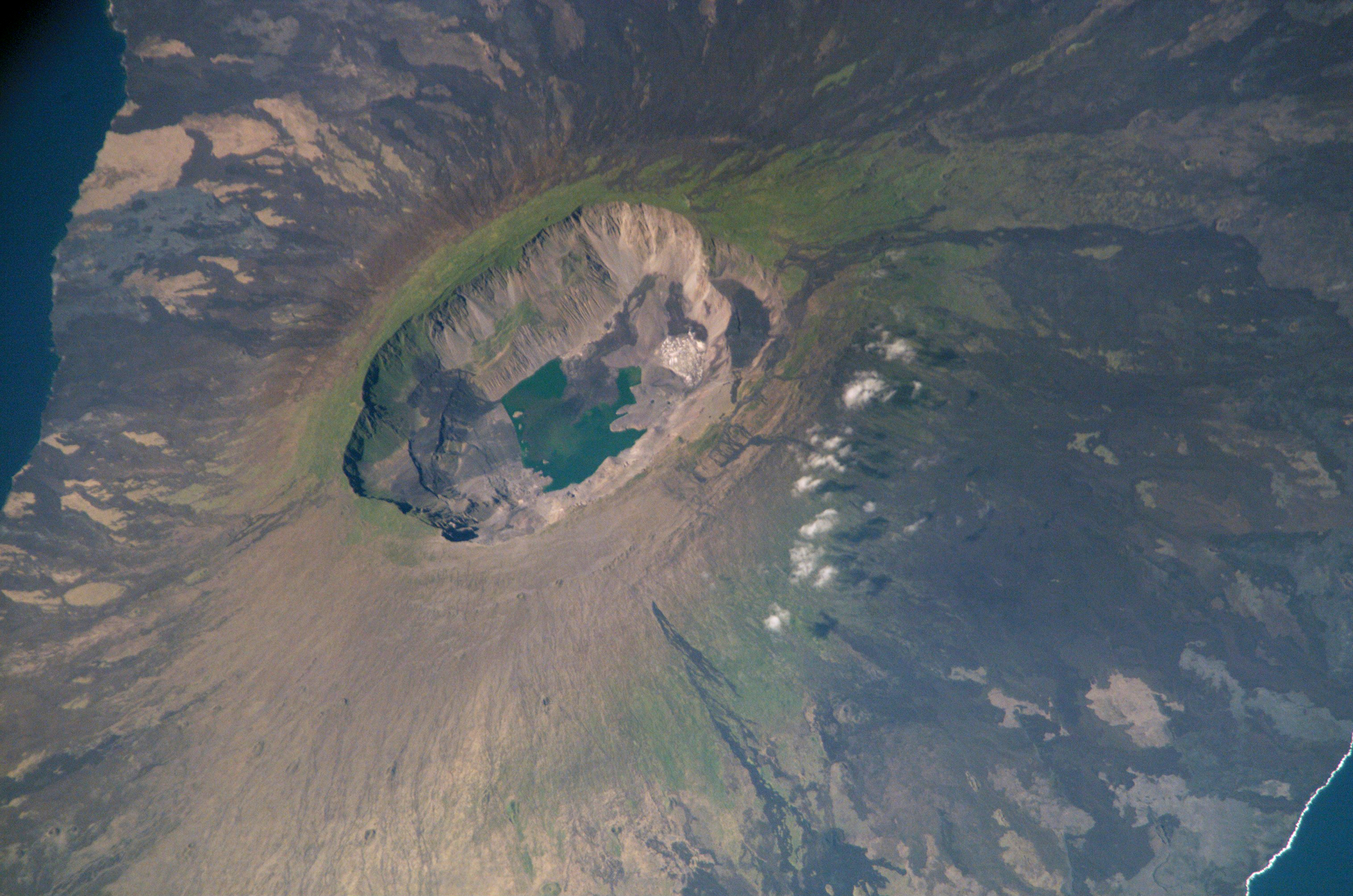
自國際太空站上鳥瞰位於加拉巴哥群島費爾南迪納島上之拉昆布雷火山（La Cumbre）山頂的破火山口。

火山臼的面積大，直徑通常達到數哩甚至數十哩；以往多認為火山臼的成因是由於猛烈的火山噴發作用（超級火山）所形成，但新的研究顯示陷落才是主因。Howel Williams認為部分鍋狀火口是純粹由火山爆發所形成，稱為噴發火山臼，不過這類的火口臼甚少且面積也較小。
無論火山的形狀為何，最初的形成原因全都是由噴發作用開始，但是大量噴發之後導致火山錐下方空虛，引起火山錐頂陷落使得火山噴發口擴大，進而使得火山口的範圍更加擴增，也因此許多火山臼都是先因噴發作用而後再由陷落導致的雙重作用所形成，也因此有學者認為此說法應該稱做「爆發陷落說」（Explosion-collapse theory）；另有少數火山臼可能是單純因沈降作用而成，在此沈降發生的前後並未伴隨噴發作用，例如夏威夷群島上的冒納羅亞火山口及基拉韋厄火山口都是純粹因為岩漿柱往下方低降導致較上地層陷落而造成，也因此火山口周圍通常會發現斷層崖壁，並且逐漸層移使火山口周圍的崖壁陷落並擴大，之後就形成大型的火山臼；而在沉降火山臼之中有一種較為特殊的形式，稱為鍋狀沉降（Cauldron subsidence），倘若有一塊接近圓形的岩塊沉落陷入岩漿穴當中，使下方岩漿受到上方壓力而沿圓形周圍的裂隙垂直竄升，冷卻之後造成環狀岩牆，因此鍋狀的火山口通常伴隨著被侵蝕的環狀岩牆構造。

## 例子
- 北美洲
  - 美國黃石國家公園的黃石複式破火山口
  - 美國的火山口湖國家公園
- 歐洲
  - 希臘的聖托里尼
- 亞洲
  - 臺灣新北市八里區的觀音山
  - 臺灣臺北市北投區的七星山
  - 日本的屈斜路湖
  - 日本的十和田湖
  - 日本的箱根山
  - 日本的阿蘇火山
  - 日本的鹿兒島灣
  - 日本的姶良火山臼
  - 印尼的多巴湖
  - 印尼的喀拉喀托火山
  - 印尼的坦博拉火山
  - 菲律賓的皮納圖博火山
  - 菲律賓的阿波拉基火山
  - 香港的糧船灣超級火山
  - 中国大陆与朝鲜交界处的长白山天池
- 大洋洲
  - 紐西蘭的陶波湖
- 南極洲
  - 欺騙島

## 外部連結
- USGS page on calderas
- 破火山口火山列表
- The Caldera of the Tweed Volcano - Australia （页面存档备份，存于）
- Largest Explosive Eruptions: New results for the 27.8 Ma Fish Canyon Tuff and the La Garita caldera, San Juan volcanic field, Colorado （页面存档备份，存于）